# Павел (Апостолидис)
Митрополит Павел (греч. Μητροπολίτης Παύλος, в миру Але́ксандрос Апостоли́дис, греч. Αλέξανδρος Αποστολίδης; 1963, Верия — 2 мая 2022, Салоники) — епископ Элладской православной церкви и формально Константинопольского патриархата (как архиерей Новых Земель), митрополит Драмский (2005—2022).

## Биография
Родился в 1963 году в Верие, в Греции. Окончил церковную школу в городе Ламия.
В 1983 году митрополитом Верийским Павлом (Яникопулосом) хиротонисан диакона.
В 1988 году окончил богословский факультет Аристотелевского университета в Салониках.
В том же году был рукоположён во пресвитера и возведён в достоинство архимандрита, а также назначен приходским священником храма святого Антония, покровителя Верии.
В 1991 году переведён на должность настоятеля (игумена) монастыря Панагия Сумела в 15 км юго-западнее Верии, а также заместителем председателя одноимённого греческого фонда.
В 1995 году в Аристотелевском университете в Салониках получил степень магистра, в 2002 году — доктора богословия.
5 октября 2005 года решением Священного синода Элладской православной церкви был избран митрополитом Драмским.
9 октября того же года хиротонисан во епископа с возведением в достоинство митрополита Драмского.
Умер 2 мая 2022 года от перенесённого острого инфаркта миокарда.